# Puškinův štít
Puškinův štít (z ruštiny Pik Puškina, rusky Пик Пушкина, gruzínsky პუშკინის პიკი, Puškinis piki) je hora na Kavkaze, pojmenovaná po A. S. Puškinovi. V různých zdrojích se rozchází nejen její nadmořská výška, ale i její lokalizace:
- Ruské horolezecké průvodce[1], databáze horolezeckých cest[2], popisy horolezeckých výstupů[3][4], či schémata hor[5][6], uvádějí umístění Puškinova štítu na bočním hřbetu, v masivu hory Dychtau, mezi jejím východním vrcholem a Pikem Borovikova (jinde označen Západní Mižirgi)[5] na souřadnicích 43°2′58″ s. š., 43°8′9″ v. d.. Tyto zdroje pak obvykle uvádějí nadmořskou výšku 5100 metrů, výjimečně 5108 metrů[7].
- Staré sovětské mapy generálního štábu označují jako Puškinův štít kótu 5033,6 m n. m. na hranici mezi Ruskem a Gruzií na hlavním kavkazském hřebenu mezi Šcharou a horou Džangi-Tau na souřadnicích 43°0′48″ s. š., 43°4′15″ v. d.[8][9]. Na průvodcích je tato kóta označována jako východní Džangi-Tau.[5]

To znamená, že jde o pátý až sedmý nejvyšší horu Kavkazu (nepočítaje v to vedlejší vrcholy hor, např. východní vrchol Elbrusu a podobně). Ať už je hora umístěna na tom či onom místě, nejedná se o nikterak významný vrchol z hlediska prominence.

## Výstupy
Databáze horolezeckých cest na wiki.risk.ru uvádí 2 výstupové cesty na vrchol - výstup jižní stěnou ohodnocený stupněm 4B ruské klasifikace a prvně prostoupený A. Ryskinem v roce 1965 a výstup severní stěnou stupně 5B prvně prostoupený I. Kudinovem v roce 1972. Vrchol by měl být také součástí traverzu stupně obtížnosti 6A mezi horami Dychtau a Koštan-Tau